# Oana Nechiti
Oana Nechiti, née le 23 février 1988 à Timișoara, est une danseuse, chorégraphe, coach sportif, entrepreneure et animatrice roumano-allemande.

## Biographie
Oana Nechiti vit dans son pays natal, la Roumanie, jusqu'en 2011, avant de rejoindre l'Allemagne pour y apprendre la langue allemande et y travailler. Elle a grandi à Timișoara, deuxième fille d'un père policier et d'une mère secrétaire, avec sa sœur aînée Diana. À partir de 2002, à l'âge de 14 ans, elle intègre l'équipe nationale de danse, avec laquelle elle atteint la finale des championnats nationaux de danses latines chaque année. En 2003, 2007 et 2008, elle représente la Roumanie aux championnats du monde. De 2004 à 2008, elle étudie à l'école de théâtre et de chorégraphie de Timișoara. Elle commence ensuite des études de médecine, mais les interrompt en faveur de sa carrière de danseuse, chorégraphe et formatrice.

## Carrière télévisuelle
En 2013, elle se fait connaître auprès du grand public allemand en tant que partenaire de danse du chanteur Jürgen Milski lors de la sixième saison de l'émission de danse Let's Dance, terminant à la sixième place.
Dans une émission « Spécial Noël » en deux parties, Nechiti termine à la quatrième place avec l'acteur germano-portugais Manuel Cortez. Dans la diffusion de mars 2014, lors de la septième saison, elle finit sixième avec l'ancien lutteur freestyle allemand Alexander Leipold .
Pour la huitième saison, elle arrive en huitième position avec l'acteur allemand Ralf Bauer (de), qui a dû quitter l'émission pour des raisons de santé après la septième saison. Pour la neuvième saison, elle termine quatrième avec l'acteur allemand Eric Stehfest, et cinquième lors de la dixième saison avec l'acteur allemand Faisal Kawusi (de). En 2018, elle finit septième place avec l'acteur allemand Bela Klentze, qui n'a pas pu continuer l'entraînement dans la onzième saison en raison d'une blessure.
Le 27 juin 2019, sa sœur aînée, Diana Oprea, participe en tant que danseuse amatrice invitée au Défi professionnel 2019 dans l'émission Let's Dance en compagnie de sa sœur cadette Oana et du danseur allemand Erich Klann. Lors d'une interview avec la chanteuse autrichienne Victoria Swarovski, Oana évoque dans l'émission Let's Dance : « Mon sentiment me dit juste que je dois remercier mon mari. Je ne me sentais pas digne et il m'a tellement motivée à le faire »,. En octobre 2019, Oana Nechiti annonce une pause dans Let's Dance, voulant prendre davantage soin de sa famille.
En 2020, lors de la 13e saison, elle fait une apparition dans l'émission Let's Dance en compagnie du danseur allemand Erich Klann et de la danseuse polonaise Anne-Marie Kot, avec une chorégraphie fusionnant des éléments de danse contemporaine et la pole dance sur le titre Somebody's Watching Me du groupe allemand Hidden Citizens,.
Oana annonce ensuite qu'elle quittera l'émission Let's Dance en tant que danseuse professionnelle pour des raisons personnelles.
Elle est amie de longue date avec la danseuse russe Ekaterina Leonova.

### Autres activités
Klann et Nechiti travaillent comme chorégraphes et professeurs de danse et de fitness pour trois clubs de sport et de danse à Cassel, Warburg et Paderborn. En 2017, ils gèrent également l'école de danse Millennium Tanzschule dans le quartier Elsen de Paderborn — le Millennium Tanzschule est synonyme de chorégraphies reliant les pas de danse classique et des mouvements modernes,.
Le 27 août 2017, Oana Nechiti participe en tant que chroniqueuse invitée à l'émission de divertissement ZDF-Fernsehgarten, diffusée sur la chaîne de TV allemande ZDF, pour laquelle elle se rend dans les caraïbes avec Erich Klann. Cependant, les deux ne s'affrontent pas avec la danse, comme on pourrait s'y attendre, mais dans un duel de cuisine — auquel seuls Andrea Kiewel et les créateurs de l'émission pouvaient penser — et pour lequel ils bénéficient du soutien des chefs cuisiniers Mario Kotaska (de) et Sybille Schönberger (de),,.
Le 5 novembre 2017, passionnée de cuisine, Oana participe à l'émission culinaire Grill den Profi (de), diffusée sur la chaîne de TV allemande VOX, au côté du chanteur allemand Pietro Lombardi et du footballeur allemand Peter Neururer, l'équipe affrontant le chef cuisinier Ralf Zacherl (de).
Elle participe en 2019 à l'émission culinaire Grill den Henssler (de), également diffusée sur VOX, au côté de l'acteur allemand Mario Barth et du styliste allemand Guido Maria Kretschmer, l'équipe étant engagée cette fois dans un duel contre le cuisinier allemand Steffen Henssler (de). Après des débuts prometteurs, l'équipe perd finalement la compétition, le célèbre chef cuisinier Steffen Henssler remportant le concours après avoir accentué son avance dans le dernier duel en profitant du départ de la danseuse,.
De 2019 à 2020, elle fait partie des membres du jury de l'émission musicale Deutschland sucht den SuperStar aux côtés du musicien Dieter Bohlen et des chanteurs Pietro Lombardi et Xavier Naidoo, diffusée sur RTL Television. Puis elle remplace, en tant que membre du jury de l'émission Let's Dance, la danseuse germano-sud-africaine Motsi Mabuse, appelée en Grande-Bretagne en tant que membre du jury de l'émission Strictly Come Dancing. Lors d'une interview diffusée sur RTL, Oana affirme : « Je suis heureuse d'être de retour avec la famille Let's Dance. C'est très excitant de pouvoir assister au spectacle vu depuis l'autre côté. Ce sera certainement très amusant et j'ai hâte de relever le nouveau défi ». Pour l'occasion, elle travaillera aux côtés du danseur allemand Joachim Llambi et du danseur germano-cubain Jorge González lors de deux épisodes diffusés les 9 et 16 novembre 2019 sur RTL.
On la retrouve ensuite à Dakar (Sénégal), aux côtés de la danseuse autrichienne Kathrin Menzinger pour apprendre une danse traditionnelle, le sabar, dans l'émission Llambis Tanzduell (de), une émission créée en 2019 par le danseur allemand Joachim Llambi,.
En juin 2020, elle participe avec son compagnon, le danseur Erich Klann, à l'émission de talk show Die ultimative Chartshow (de) animée par l'animateur de télévision allemand Oliver Geissen,.
En mars 2021, elle participe à l'émission de talk show Die Faisal Kawusi Show', de l'acteur allemand d'origine afghane Faisal Kawusi (de), diffusée sur la chaîne de TV allemande Sat.1.
Le 8 mars 2021, elle est invitée par le cuisinier allemand Ralf Jakumeit en tant qu'apprentie cuisinière dans l'émission culinaire Koch-Mit,.

## Controverse
Oana Nechiti et Erich Klann, eux-mêmes en couple, dénoncent la discussion sur le sujet du baiser qui n'est pas très bien accueillie de leurs parts. Il déclare :  « Bien sûr, c'était un numéro de danse romantique et ils ont tous les deux très bien dansé la valse viennoise. Mais pourquoi ces allusions au baiser reviennent-elles », le couple de danseurs conclut : « Danse ou pas du tout - Parlons-en » qui a débuté parallèlement à l'émission d'introduction fin février.
Oana évoque : « Je me souviens quand j'ai dansé avec Bela Klentze en 2018. Je me souviens que Joachim Llambi me disait : Tu dois le casser ! Vous devez le casser, comme Erich à l'époque, Jorge González a également dit quelque chose que je ne veux pas répéter ici ».
Le couple critique le fait que de telles rumeurs soient encore alimentées, même si elles sont manifestement fausses, « Notre fils nous à toujours tellement manqué quand nous avons participé au spectacle », explique Oana, et termine : « Comment expliquer ce que j'ai dit à mon enfant? »,

## Cinématographie
En 2016, elle fait ses débuts d'actrice dans le court métrage dramatique Trieb, où elle joue le rôle de Christin et danse avec l'acteur Eric Stehfest,,.

## Clips
Elle danse au côté de son compagnon, le danseur Erich Klann, dans le clip du chanteur Xavier Naidoo, et du groupe de dancehall allemand Culcha Candela,.

## Vie privée
Depuis décembre 2009, elle travaille et vit en couple avec le danseur Erich Klann,. En 2010, le couple a terminé troisième au championnat national de Rhénanie-du-Nord-Westphalie et quatrième au World Trophy aux Pays-Bas. En août 2011, Nechiti décide de quitter définitivement son pays natal, la Roumanie, et de déménager avec Klann à Paderborn, en Allemagne. En 2012, elle accouche d'un garçon prénommé Nikolas. Oana a une sœur aînée qui exerce le métier de maquilleuse, Diana Oprea, née en 1986,. En octobre 2021, Oana Nechiti annonce attendre son deuxième enfant. Ce sera un garçon, né le 23 mars 2022 et prénommé Liam.
Oana Nechiti est trilingue, parlant couramment le roumain (langue maternelle), l'allemand et l'anglais.

## Partenaires de danse célèbres
De 2013 à 2018, Oana Nechiti intègre l'équipe de danseurs professionnels de l'émission Let's Dance sur RTL. Elle a pour partenaires :  
| Saison            | Partenaire         | Place                                |
| ----------------- | ------------------ | ------------------------------------ |
| 6                 | Jürgen Milski      | 6.                                   |
| Spécial Noël 2013 | Manuel Cortez      | 4.                                   |
| 7                 | Alexander Leipold  | 6.                                   |
| 8                 | Ralf Bauer (de)    | 8. (sortie en raison de santé)       |
| 9                 | Eric Stehfest      | 4.                                   |
| 10                | Faisal Kawusi (de) | 5.                                   |
| 11                | Bela Klentze       | 7. (sortie en raison d'une blessure) |

## Télévision

### Animation
- 2017 : ZDF-Fernsehgarten (1 épisode), sur ZDF : Chroniqueuse invitée
- 2019-2020 : Deutschland sucht den SuperStar (16e et 17e saison), sur RTL : Juge
- 2019 : Let's Dance  (2 épisodes, 12e saison), sur RTL : Juge remplaçante

### Participation
- 2017 : Grill den Profi (de) (4e épisode, 1re saison), sur VOX : Candidate
- 2019 : Let's Dance (12e saison), sur RTL : Candidate, en duo avec Diana Oprea
- 2019 : Grill den Henssler (de) (67e épisode, 9e saison), sur VOX : Candidate
- 2020 : Llambis Tanzduell (de) (2e épisode, 1re saison), sur RTL : Candidate
- 2020 : Die ultimative Chartshow (de), sur RTL : Candidate
- 2021 : Die Faisal Kawusi Show (5e saison), sur Sat.1 : Candidate
- 2021 : Koch-Mit, sur Media Markt Deutschland : Candidate

## Filmographie

### Courts métrages
- 2016 : Trieb de Eric Stehfest : Christin

## Vidéographie

### Clips vidéos
| Année | Titre    | Artiste                 |
| ----- | -------- | ----------------------- |
| 2019  | Anmut    | Xavier Naidoo ft. Klotz |
| 2020  | Ratatang | Culcha Candela          |